# Scott Feschuk
Scott Feschuk é um escritor, humorista e jornalista canadense. Atualmente trabalha na revista e no blog Maclean's, uma das principais empresas de jornalismo do Canadá